# ناحیه مرکزی سلمیه
ناحیه مرکزی سلمیه (به عربی: ناحیة مرکز سلمیة) یک ناحیه در سوریه است که در منطقه سلمیه واقع شده‌است. ناحیه مرکزی سلمیه ۱۱۵٬۳۰۰ نفر جمعیت دارد.